# Комунистичка партија Југославије током Велике чистке
Током Стаљинове Велике чистке 1937—1939, готово цјелокупно руководство Комунистичке партије Југославије (КПЈ) стрељано је у Москви, након чега је вођство преузео Јосип Броз Тито.
Размјере стаљинистичке чистке у КПЈ биле су монструозне. Од око 900 југословенских комуниста у Совјетском Савезу, најмање 800 је ухапшено, од чега је само око 40 преживело совјетске гулаге. Процјењује се да је током Велике чистке убијено око 600—700 чланова КПЈ, укључујући велики број оснивача и готово цјелокупно дотадашње руководство. У Москви су стрељани сви дотадашњи генерални секретари КПЈ: Филип Филиповић, Сима Марковић, Ђуро Цвијић, Јован Малишић и актуелни Милан Горкић, осим Трише Кацлеровића, који се на вријеме повукао из политике. Поред тога, стријељана су и два секретара Савеза комунистичке омладине Југославије (СКОЈ) (Никола Котур и Гргур Вујовић), као и велики број руководилаца КПЈ, чланова Централног комитета и Политбироа.
Од самог почетка руководство КПЈ је снажно подржавало Стаљинове чистке, иако је касније жестоко страдало у њима. Нарочито је сликовит примјер генералног секретара КПЈ Милана Горкића, који је величао московске процесе и Стаљиново стријељање „шпијуна—издајника” без пардона. Позван у Москву 1937, гдје је ухапшен и осуђен као гестаповски шпијун и касније стријељан.
Након ликвидације дотадашњег југословенског руководства, Тита је Комитет поставио за шефа КПЈ. Ликвидацијом чланак ЦК Милана Горкића 1937. и именовањем Тита за генералног секретара 1940. (а не 1937, како се тврдило у службеним легендама) кулминира период ригидне стаљинизације КПЈ. Ове далекосежне промјене спроведене су без изјашњавања чланства и сазивања конгреса, пуким физичким ликвидацијама дотадашњих руководилаца.
Велика чистка у КПЈ је највећим дијелом прећутана у југословенској историографији, а за њу су коришћени еуфемизми као „ликвидација фракционаштва”, „реорганизација руководства”, „оздрављење партије” и сл.

## Позадина

### Стање у КПЈ
Средином тридесетих година, КПЈ је након деценију и по прогона у Краљевини Југославији, од једне од најјачих партија сведена на свега око 1500 активних чланова. Због полицијског прогона у земљи донијета је одлука да се руководство партије спашава емиграцијом у Совјетски Савез. Међутим, у Совјетском Савезу су тридесетих година започеле стаљинистичке чисте, па су неки од југословенских комуниста због подршке совјетској опозицији (Анте Цилига, Воја Вујовић и други) убрзо пали у немилост.
Истовремено, у годинама подземног рада партију потресају унутрашњи сукоби, конгрес није одржан од 1928, а руководство је постављала Коминтерна. На априлском пленуму ЦК КПЈ 1936. у врху КПЈ долази до противљења генералном секретару Милану Горкићу, кога је поставила Коминтерна.
Поред свега, већина руководилаца КПЈ је и даље чврсто стајала на Стаљиновој страни.

### Стаљинова „чистка”
Велика чистка је била кампања терора у Совјетском Савезу у периоду 1936—1938. Ову кампању је замислио и њоме управљао Јосиф Стаљин. Почела је „чишћењем” Комунистичке партије и владиних званичника, а настављено са стријељањем вођства Црвене армије и репресијом сељака. Обиљежиле су је јак полицијски надзор, распрострањена параноја од „шпијуна”, затвори и погубљења.
Московска Правда донијела у јулу 1937. серију чланака под насловом Шпијунска Интернационала у којој се сви страни комунисти или социјалисти, који су критиковали Стаљинов режим, називају троцкистима и шпијунима. Истовремено, вијести из московске Правде стизале су „с бескрајним свакодневним низом смртних осуда”. Разни каријеристи и провокатори нашли су погодан терен да се у новој ситуацији свете или попну у бирократској стаљинској хијерархији.
Стаљинистичке чистке су посебно тешко погодиле југословенску, пољску, њемачку и друге илегалне емиграције у Москви. Совјетска тајна полиција НКВД сумњичила је емигранте, тражила им да пишу изјаве једни о другим, испитивала, хапсила и стријељала. Французи, Енглези и Американци нису прогањани, јер су иза њих стале њихове владе и партије, које су биле легалне.
Чистка је нарочито погодила КПЈ, гдје су „сличне индивидуе одиграле своје недостојне улоге провокатора и допринијели да се отјера скоро све партијско вођство у смрт или у Сибир”. Истакнути комунисти су лажно оптуживани да су „троцкисти” и „агенти полиције”. Психоза гоњења пренијета је из Москве и у друге земље, па је чак допрла и на робију у Сремској Митровици. Партијски руководиоци у затвору су означавали појединце као „троцкисте”, након чега су их тукли, искључивали из „колектива” и малтретирали у затвору. Међутим, у Југославији уопште није постојао троцкистички покрет, па су измишљана имена, измишљане акције. Борба против троцкизма у Коминтерни и КПЈ заправо је била кодно име борбе стаљинистичке бирократије против континуитета револуционарних пролетерских традиција.

## Погибија Паровића у Шпанији
У вријеме велике стаљинистичке чистке у КПЈ, југословенски комунисти, добровољци у Шпанском грађанском рату, на Берлинском конгресу изјаснили су се против Титовог преузимања ЦК КПЈ и за то кандидовали Благоја Паровића. Након тога су сви они оптужени за „троцкизам”.
Благоје Паровић је погинуо 6. јул 1937. под неразјашњеним околностима у Шпанији. Убијен је 6. јула 1937. у сумрак покрај једног села близу Мадрида. Према службеној верзији, погинуо је у борби против шпанских националиста код Виљануеве де ла Кањаде, током битке за Мадрид. Према другој верзији, ликвидирао га је Влајко Беговић, један од егзекутора НКВД-а. Као доказ томе наводи се чињеница да је Беговић фотографисао мртвог Паровића непосредно послије убиства и та слика је наводно предата Јосипу Брозу као доказ. Такође се наводи да угао снимања фотографије — с лица, изнад тијела убијеног — показује да фотографија није направљена из пијетета према покојнику, него да би се доказало да је задатак извршен.

## Ликвидација Горкића у Москви
Као високи руководилац КПЈ Милан Горкић је снажно подржавао и „гурао” Тита још откад се овај појавио у Бечу 1934. године. У раздобљу 1935—1937. није било сукоба о начину рада између њих двојице, они су се одлично слагали и дијелили исте ставове. Постепено се, у атмосфери стаљинистичких чистки, гдје се сви међусобно сумњиче, однос међу њима кварио.
Јосип Броз Тито је именован за организационог секретара ЦК КПЈ 1936; тиме је постао други човјек партије, као замјеник Милана Горкића који је постао генерални секретар. У мају 1937. Тито је формирао у земљи привремено руководство. Према Мирославу Крлежи, Тито се вратио у земљу тек у јесен.
Крајем јула 1937, у највећој југословенској кампањи против „троцкистичких и бухаринских хијена”, Коминтерна позива у Москву Милана Горкића. Не сумњајући шта га тамо чека, и рачунајући на своје добре везе у Коминтерни, отпутовао је у Москву без одлагања и на самој станици ухапшен. Одмах након његовог хапшења, почиње уклањање вођства КПЈ као „горкићеваца”. Суспендован је цјелокупни Политбиро, а у партији постављени „комесар” почео је одмах, по налогу из Москве, хајку на „горкићевце”, „бухаринисте”, „троцкисте” и остале „народне непријатеље”.
Са хапшењем Горкића ухапшено је и цијело представништво КПЈ у Коминтерни. Према сјећањима, Рут фон Мајенбург, аустријске комунисткиње и обавјештајке Црвене армије, „и Тито је 1937. примио такав налог, али га из неких разлога није послушао; одлука која га је вјероватно спасила да не доспије у вртлог чистки”. Што се тиче Титовог оглушивања о налог да оде у Москву октобра 1937, сам Тито је тврдио да су тај налог повукли лично Вилхелм Пик и Георги Димитров. Британска професорка Филис Оути оцјењује да му је то спасило живот. После стријељања Милана Горкића 1. новембра 1937. Коминтерна је распустила ЦК КПЈ. У то вријеме се сједиште КПЈ налазило у Паризу.
За то вријеме, Тито је као организациони секретар боравио у Загребу, гдје је радио на оснивању Комунистичке партије Хрватске.
Тога предвечерја (јесени хиљаду девет стотина тридесет и седме), када се појавио послије девет година; Тито се вратио кући миран, сигуран и једноставан, као човјек који је у себи средио све своје сумње и који је свјестан свога позива.— Мирослав Крлежа
Камило Хорватин је крајем 1937. и почетком 1938. оптуживао Тита да уљепшава стање у КПЈ, да „даје сасвим лажну слику стања у Партији”, у једном часу и да је „фактички провокатор”.

## Борба против емигрантског ЦК КПЈ у Паризу
Хапшење Горкића и чистке у партији су се криле од чланства, па чак и од чланова ЦК у Паризу. Након ликвидације Горкића, његови сарадници из ЦК КПЈ у Паризу су наставили са радом. Тек у пролеће 1938, ЦК КП Француске је званично обавијештен да је Горкић у Москви „ухапшен као шпијун енглеске шпијунаже”, да је Коминтерна распустила ЦК КПЈ и „суспендирала рад КПЈ”. Југословенски руководиоци у Паризу су оптуживани као „горкићевци” и против њих је убрзо почела стаљинистичка хајка.
Двојица париских вођа КПЈ, Иво Марић и Лабуд Кусовац, настојали су да се позиционирају као насљедници Горкића. Марић је предложио Титу, организационом секретару КПЈ, да они заједно са Ловром Кухаром, Кусовцем и Драгутином Марушићем, „привремено преузму одговорност за сав партијски рад”, што је Тито одбио. Марић се због тога жалио Димитрову да је „друг Тито човјек слаб, политички неизграђен, с нездравим вођовским амбицијама”.
Крајем марта 1938, Тито је донио одлуку да прекине са емиграцијом и формира руководство у земљи. У пролеће 1938. Тито се обраћа генералном секретару Коминтерне Георгију Димитрову, жали му се на Марића и Кусовца који су „самоиницијативно” формирали ново руководство КПЈ у Паризу, изјављује да је око себе окупио „диван кадар” и моли га да створи бар „привремено руководство КПЈ док се наше питање код тебе не ријеши”. Истовремено, Тито се већ маја 1938. у Београду представља као „секретар Централног комитета”.
Титовим амбицијама су супротстављају чланови распуштеног ЦК из Париза, Марић и Кусовац, који су знали да Тито није добио никакав мандат Коминтерне за новог лидера ЦК КПЈ. Кад им је то у Паризу потврдио и совјетски обавјештајац Мустафа Голубић, они га раскринкавају пред чланством КПЈ и подржавају његовог ривала Петка Милетића.
Марић је прихватио приједлог групе функционера у Паризу, гдје се тада налазило сједиште КПЈ, да привремено преузме одговорност за рад партије. Он је током 1938. неформално проглашен генералним секретаром КПЈ. Његов ЦК у Паризу је једно вријеме имао подршку неких функционера Коминтерне, као што је Иван Сребрњак. Још важније, Марић и Кусовац су имали подршку Петка Милетића, вође комуниста-робијаша у Сремској Митровици и главног Титовог ривала.
Између Марићевог „паралелног центра” КПЈ у Паризу и Јосипа Броза трајала је борба од 1937. до 1940. године.

## Саслушање Тита у Москви
Након више мјесеци чекања у Паризу, Тито је августа 1938. добио совјетску визу и најзад кренуо у Москву. Вјерује се да му је у томе помогао службеник Коминтерне Јосип Копинич (пошто се он, послије ликвидације Горкића, нашао у немилости Коминтерне).
По доласку у Москву 24. августа Тито сазнаје да су као издајници и шпијуни ухапшени његова бивша супруга Пелагија Белоусова и тадашња супруга Луција Бауер, која је већ била стрељана. Сам он је убрзо оптужен за „троцкизам”, што је била најтежа оптужба. Представник КПЈ у Коминтерни Радомир Вујовић ухапшен је 19. септембра 1938. године.
Тито органима НКВД даје писмену изјаву 23. септембра насловљену „Мој однос са особама које су раскринкане као саботери и непријатељи наше партије”. У њој се изјашњава поводом партијских другова, од којих су седморица већ били „раскринкани” и стрељани у Москви, а двојица још увијек живи, али осумњичени да нису довољно одани Стаљину. Тито се углавном негативно изјашњава о сљедећим стријељаним друговима: Камило Хорватин, Ђуро Цвијић, Иван Гржетић, Милан Горкић, Филип Филиповић, Антун Маврак. О двојици живих руководилаца КПЈ који су лежали у московском затвору, др Сими Марковићу и Сими Миљушу, Тито се изјашњава веома неповољно. Прије потписа, овај документ завршава ријечима:
Уколико су потребни подаци о некоме кога овдје нисам поменуо, молим да ми се то напомене.— Јосип Броз органима у Москви
Тито функционерима Коминтерне Димитрову и Мануилском 27. септембра 1938. пише да се „осјећа кривим што због недостатка будности није примијетио издајничке поступке својих супруга”. Броз је Коминтерни дао писмену изјаву у којој клевеће своје двије бивше супруге и сараднице — за Пелагију је написао да је неморална особа и да мрзи свога сина Жарка, а за Ану да је била политички наивна и неразвијена, те да је то „велика мрља на његовом партијском раду”.
Броз је оптужен за „троцкистички” превод Кратког курса повијести СКП(б), који је радио са истакнутим шпанским борцем Владимиром Ћопићем и још једним чланом редакције. Броз је, заједно са Ћопићем, саслушаван пред Контролном комисијом Коминтерне. Неки од чланова Извршног комитета Коминтене су захтијевали његову смрт. Оптужбама против Броза се, поред групе око Марића, придружио и Драган Милер, осјечки комуниста, који је био главни уредник издавачке куће Иностраное рабочеје издатељство. Наводно је то учинио по налогу Комунистичке партије Њемачке, која је искористила Титов лош глас како би Коминтерни доказала своју будност.
Његов сарадник Владимир Ћопић ухапшен је 3. новембра 1938. године. Истог дана, ухапшени су шпански борац Јанко Јовановић и омладински вођа Вилим Хорвај. Сљедећег дана је ухапшен члан КПЈ Карло Штајнер. Двије седмице послије, агенти Стаљинове тајне полиције су у Москви ухапсили и бившег генералног секретара КПЈ Јована Малишића.
Крајем децембра 1938. Генерални секретар Коминтерне Георги Димитров је писмом Брозу поручио:
У водству КПЈ су сви фракционаши и Ви сте фракционаш. Ваша дјела су веома безначајна, трула.— Генерални секретар Коминтерне Георги Димитров Јосипу Брозу децембра 1938.
Силвин Еилетз, словеначки историчар, сматра да су само тијесне везе с кадровским одјелом, који је био под надзором НКВД, омогућиле Брозу да преживи. Други сарадник Владимир Ћопић и непознати трећи сарадник на преводу су задржани у затвору и касније стрељани. Крајем децембра 1938. Броз је у Москви написао Резолуцију о раду КПЈ, уз помоћ сарадника из Коминтерне.

## Брозово преузимање КПЈ
Према југословенској историографији, Коминтерна је 5. јануара 1939. именовала Броза на дужност генералног секретара КПЈ, повјерила му мандат да састави нови Политбиро и „дужност да настави одлучно да чисти патрију од свих страних и колебљивих елемената”. Према новијим истраживањима, Тито тада није званично именован на ту дужност, него му је дозвољено да одржи састанак „привременог руководства КПЈ док наше питање не буде ријешено у Коминтерни”, чиме је и фактични преузео моћ у партији.
Броз је у једној кући на Бохињском језеру, у данашњој Словенији, од 15. до 18. марта 1939. окупио чланове свог „привременог руководства за текућа питања”. С њим су били Милован Ђилас, Јосип Краш, Едвард Кардељ, Франц Лескошек и Иво Лола Рибар. Присутна шесторка је тадашње најугледније југословенске комунисте, осниваче и генералне секретар КПЈ, прогласила фракционашима и издајницима. На настанку је договорено „искључење свих бивших руководећих, фракцијских и антипартијских елемената”.
Ухапшени руководиоци КПЈ, између осталих Владимир Ћопић, Вилим Хорвај, Адолф Вајс, Роберт Валдгони, Коста Новаковић, Јован Малишић, Акиф Шеремет, Јанко Јовановић и Радомир Вујовић, били су у тренутку ове сједнице у московским затворима. За главног Титовог ривала, Петка Милетића, који је тада робијао у Лепоглави, припремљен је посебан арсенал оптужби.
На састанку је договорено да о искључењима треба „дати формулације” у службеном патријском листу Пролетер.

## Искључење противника из КПЈ
Списак искључених руководилаца, са тешким оптужбама против њих, након сједнице послат је у Москву, гдје су ухапшени југословенски руководиоци чекали пресуду:
Неки од руководилаца са списка, попут Горкића, одавно су били покојни, а овим су постхумно искључени из партије. Списак је објављен у мајском издању Пролетера 1939. године.

## Стријељање руководства КПЈ у Москви
Мјесец дана након што их је Броз оптужио за издају и искључио из КПЈ, у Москви су 19. априла 1939. заједно стријељани ухапшени руководиоци и оснивачи КПЈ.
Стријељани су Сима Марковић, Симо Миљуш, Коста Новаковић, Владимир Ћопић, Акиф Шеремет, Јован Малишић, Радомир Вуковић, Јанко Јовановић, Вилхелм Хорвај и други. Међу стријељаним су била и три оснивача КПЈ.
Југословенски руководиоци су послије стријељања кремирани у крематоријуму Донског гробља у Москви, гдје су њихови посмртни остаци похрањени у заједничку гробницу.
Стријељање партијског вођства вјешто је скривано од чланства КПЈ у Југославији. На питање неких чланова, да ли су вијести које долазе из Москве истините, речено им је да то „није тачно” и да искључења не значе хапшење и стријељање.

## Титова чистка у Југославији
Након стријељања у Москви, у Југославији је услиједило искључење чланова партије. Партијске организације добиле су налог да удаље све „горкићевце”, „цвијићевце”, „симиновце”, све бивше „групаше”, секташе и „фракционаше”. Између осталог, Броз је тада искључио водеће далматинске комунисте и распустио њихов покрајински комитет. Живојин Павловић, југословенски комуниста и новинар, оцјењује „отприлике сав партијски кадар, јер су ријетки они партијци који се не могу стрпати у једну од ових категорија”.
Други састанак Титовог руководства одржан је у словеначком селу Требче 2. априла 1939. године.
Тито јавља Коминтерни у јуну 1939. да је одржано савјетовање у земљи, са присутним делегатима из свих крајева, углавном радника, да сви подржавају његову линију и да имају проблем само са неколицином интелектуалаца у градовима.

## Сукоб Броза и Милетића у Москви
Послије изласка са робије, Петко Милетић је преко Бугарске и Турске отишао у Совјетски Савез. У то вријеме у Совјетски Савез отишао је и Тито. Понекад су, чак, сједили један поред другог у Коминтерни док су чекали да их позову. С том разликом што је Петко Милетић имао сталну улазницу, а Тито није. Морао је неко од оних одозго да сиде да би га пустили. Шест мјесеци се није знало ко ће бити секретар. Једнога дана су дошли и ухапсили Петка!— Владо Дапчевић
Борба за вођство КПЈ ипак није била завршена. Излазак Петка Милетића из затвора у јуну 1939. и његов долазак у Москву у септембру озбиљно је угрозио Брозове позиције. Милетић је имао подршку бугарских и њемачких кругова Коминтерне. Подржавали су га и чланови ЦК из Париза Иво Марић и Лабуд Косовац. Милетић је оптужио Броза због повезивања са југословенском буржоазијом, да његове блиске сараднице раде за Гестапо и да ради за југословенску полицију. За једног од најближих сарадника узео је Бориса Кидрича, сина богаташа; за секретара СКОЈ-а поставио Иву Лолу Рибара, чији је отац Иван Рибар био предсједник Народне скупштине која је 1920. усвојила Обзнану против КПЈ; живио је у Москви с Елзом, чланицом КПЊ, коју је НКВД оптужио као шпијуна Гестапоа, као и једну Брозову курирку која је преносила пошту између Париза и Москве. Коначно, оптужен је за многобројне провале у партијској организацији у Југославији.
Броз је у Москву поново допутовао у јуну 1939. године. У међувремену је потписан пакт између Совјетског Савеза и Њемачке, које су током септембра извршила инвазију и подјелу Пољске, чиме је почео Други свјетски рат. У Москви је Броз, уз помоћ словеначког комунисте и обавјештајца Јосипа Копинича, успио да елиминише Петра Милетића. Копинич је бранио Броза од оптужби и саставио је опсежну контратужбу против Милетића, оптуживши га да је издао своје другове и сарађивао с полицијом. Након међусобних оптужби за издају, Милетића је у јануару 1940. ухапсио НКВД у Москви, а оптужбе против Броза су одбачене.
Броз је изашао као побједник (и готово једини преживјели) из борбе за вођство у КПЈ, а генерални секретар КПЈ је постао почетком 1940. године. У марту се, након боравка у Истанбулу, враћа у Југославији.

## Познате жртве Велике чистке
Неки од убијених руководилаца КПЈ у Москви током велике чистке су:
- Војислав Вујовић (1897—1936), бивши секретар Комунистичке омладинске интернационале.
- Гргур Вујовић (1901—1937), секретар СКОЈ-а, шеф техничког одсјека Одсјека за међународне везе у Коминтерни.
- Милан Горкић (1904—1939), генерални секретар ЦК КПЈ (1932—1937), секретар ИК Коминтерне.
- Симо Миљуш (1894—1937), један од оснивача КПЈ и бивши комунистички народни посланик за град Загреб.
- Иван Гржетић (1896—1937), члан ЦК КПЈ, представник КПЈ у Коминтерни.
- Филип Филиповић (1879—1938), оснивач и први секретар КПЈ, члан ИК Коминтерне.
- Никола Котур (1899—1938), бивши секретар СКОЈ-а.
- Радомир Вујовић (1895—1938), секретар Балканског секретаријата Коминтерне младих и члан ЦК КПЈ.
- Камило Хорватин (1896—1938), члан ЦК КПЈ и уредник Борбе.
- Стјепан Цвијић (1905—1938), организациони секретар Комунистичке омладинске интернационале.
- Сима Марковић (1888—1939), један од оснивача и вишеструки секретар ЦК КПЈ.
- Ђуро Цвијић, (1896—1939), бивши генерални секретар ЦК КПЈ.
- Јован Малишић (1902—1939), бивши секретар ЦК КПЈ, професор филозофије, шпански борац.
- Владимир Ћопић (1891—1939), представник КПЈ у Коминтерни и потпуковник Републиканске армије током Шпанског грађанског рата.
- Коста Новаковић (1886—1939), један од оснивача и члан ЦК КПЈ.
- Акиф Шеремет (1895—1939), бивши организацијски секретар ЦК КПЈ.
- Антун Маврак (1899—1939), уредник Борбе, бивши секретар ЦК КПЈ (1931), секретар ПК КП-а за Хрватску.
- Вилим Хорвај (1901—1939), секретар СКОЈ-а.
- Петко Милетић (1897—1939/1943), водећи југословенски комуниста, секретар ПК КПЈ за Србију, главни ривал Титу за генералног секретара КПЈ.

## Прве критике

### Цилигина критика
Др Анте Цилига био је међу првим Југословенима ухапшеним у Совјетском Савезу због подршке Троцком и припадности совјетској опозицији, од 1930. до 1935. био је у логору.
Након повратка из Совјетског Савеза, Цилига на све стране шаље текстове и писма о ужасима које је видио у Совјетској Русији. Прва своја свједочанства објавио је у париском листу la Verite крајем 1935. године. Почетком 1936. обратио се уреднику загребачког часописа Нова Европа Милану Ћурчину за сарадњу. Од тада па све до 1940. Ћурчин ће у Загребу објављивати опширне Цилигине чланке о страдањима другова у стаљинистичким чисткама у СССР-у. То су били први подаци у Југославији и Европи о стаљинским репресијама у сибирским логорима. Цилигине тешке оптужбе изазвале су невјерицу и у либералним круговима и редакција Нове Европе се оградила од њих. Убрзо га нападају и партијски другови из Париза, међу којима је Иво Баљкас који је критиковао Нову Европу што је дала простор Цилиги за вођење „кампање” против Совјетског Савеза, по наруџби фашистичке Италије.
Цилига је 1938. објавио антистаљинистичку књигу У земљи велике лажи, која је током наредних година преведена на неколико језика. Њен превод на енглески излази 1940. под називом The Russian Enigma.
Због писања о совјетским логорима, постао је највећи непријатељ КПЈ-а. Прогласили су га „вођом троцкиста у Југославији”, затим за „шпијуна италијанских фашиста” и на крају „агентом југословенске полиције”. По повратка у Југославију, партијски орган Пролетер повео је жестоку кампању против њега.

### Крлежина критика
Мирослав Крлежа, чији су пријатељи Ђуро Цвијић и Камило Хорватин стријељани у Москви, основао је часопис Печат 1939. у који је примао искључивао чланове КПЈ. Крлежа у тексту „Дијалектички антибарбарус” (објављен у децембру 1939, до јавности стигао у јануару 1940) жестоко критикује стаљинистички менталитет у партији. Крлежа се пита како је могуће да његови другови, људи тако позитивни, који су и сами претрпјели ударце и неправде, постану окрутни и безобзирни гоничи који машу бесмислено исхитреним оптужбама? Настоји да се „страшило апсолутне, слијепо покорне партијске дисциплине” детронизује и избаци из праксе лијевог покрета.
То је довело до сукоба љевице, јавну полемику коју је Крлежа водио против догматичара, на челу с партијским идеолозима Милованом Ђиласом и Едвардом Кардељем. Под опаском државне цензуре полемика се привидно водила о естетским питањима, о слободи умјетничког изражавања, али се испод површине радило о политичком сукобу. Партијски догматичари заступали су апсолутну послушност „тврђави свјетске револуције”, Стаљиновом Совјетском Савезу. Кад се полемика распламсала, КПЈ је организовала потпуни бојкот Мирослава Крлеже, па с њим ниједан члан КПЈ није разговарао од 1939. до 1940. године.
Након посјете Андреа Бретона Лаву Троцком у Мексику и њихове заједничке декларације, КПЈ је жестоко осудила надреалисте. Посебно је нападнут српски надреалиста Марко Ристић, Бретонов пријатељ, који је сарађивао са Печатом. Партијски интелектуалци попут Радована Зоговића или Ђиласа оптуживали су групу писаца окупљену око Печата за троцкизам, што је било равно смртној пресуди. Зоговић је оптуживао „групу Печат” да се формирала као политичка групација „уједињена у својој мржњи према радничком покрету”. У полемику се укључио и Јосип Броз, нападајући печатовце. Отворено је запријетио да ће се свако одступање од партијске линије сматрати контрареволуционарним чином.
Када се Павле Бастајић, сарадник совјетске службе који је пао у немилост, вратио у Југославију, у октобру 1940. посјећује старог партијског друга, који је такође био у немилости, Крлежу. У Загребу му је цијелу ноћ причао појединости о свом искуству комунистичког „егзекутора”, о методама дјеловања стаљинистичке тајне полиције, о односима унутар Коминтерне и о страховитим чисткама. Крлежа је рекао да „језовитије приче није чуо у животу”. Крлежа је након тога закључио да га је „Бастајићев случај само учврстио у његовим подацима за које је већ знао из штампе, али да је истина за коју је тада знао или претпостављао послије Бастајићевих свједочанстава била још страшнија него што је могао претпоставити”.

### Павловићева критика
Горкићев пријатељ и комуниста Живојин Павловић је први отворено проговорио о стаљинистичким чисткама. Он је у Београду 1940. самостално објавио књигу „Биланс совјетског термидора: Приказ и открића о делатности и организацији Стаљинског терора”. Књига говори о Стаљиновим чисткама крајем тридесетих година у Совјетском Савезу, у којима су нестали многи његови пријатељи, као што је генерални секретар КПЈ Милан Горкић.
Када смо принуђени да констатујемо да комунисти имају много више права у једној „трулој” буржоаској демократији него комунисти у „совјетској демократији”, која их уништава на десетине хиљада, онда збиља има нешто труло у том режиму… Ми смо се ругали земљама које су спаљивале марксистичку, јеврејску и демократску литературу, док данас нема ни у једној руској библиотеци дела Троцког, Бухарина, Зиновјева, Безименског, Пастернака, Кољцова и других, која су свакако спаљена.— Живојин Павловић, Биланс совјетског термидора (1940)
Потребно је затим наћи неки излаз, неки нови пут за радничко и напредно деловање. Потребно је учинити све да се отресемо полицијског стаљинског туторства, да станемо на наше ноге и да учинимо крај злочиначком истребљивању радничких бораца које Стаљин коље у разним Љубјанкама.— Живојин Павловић, Биланс совјетског термидора (1940)
Кованица „совјетски термидор” указује на терминолошку повезаност са Француском револуцијом и контрареволуционарни преокрет који се одиграо под Стаљином. Књига је одмах забрањено и још у штампарији заплијењена, а Павловић је успио извући десетак примјерака. У „Комунисту”, органу КПЈ, књига је дочекана на нож непотписаног критичара као „збирка провокација и клевета против наше Партије, КИ и СКП(б), Совјетске владе и друга Стаљина”. Годинама касније је Милован Ђилас признао да је управо он написао цитирану критику. Наредне године, Павловића су током краткотрајног постојања Ужичке републике 1941. стрељали партизани. Тек 60 година касније једини сачувани примјерак Павловићеве књиге је пронађен и објављен.

## Рехабилитација жртава
Наравно да су то били невино осуђени револуционари… Њихову рехабилитацију треба до краја спровести, без обзира на то што је међу њима било и загрижених фракционаша који су нанијели и низ других тешкоћа нашој Партији. Према томе, једно су осуде за фракционаштво и ту ми немамо шта да мијењамо у нашим тадашњим оцјенама. Међутим, сасвим је нешто друго — чудовишно и до крајности нехумано — осудити на смрт и стрељати револуционаре и своје дојучерашње другове како је то чинио Стаљин.— Јосип Броз Тито
Послије Стаљинове смрти, петнаестак година након велике чистке, Совјети су рехабилитовали као невине жртве једанаест руководилаца КПЈ који су заједно стрељани 19. априла 1939. године. Већ педесетих година и у Југославији се почело говорити о њиховом невином страдању:
Када се ствари гледају из садашње наше перспективе, наше опште праксе и нашег односа према кадровима који су погријешили, изгледа чудно зашто су тамо многи били проглашени непријатељским елементима и физички уништени. У тој тешкој ситуацији, када је Партија била ужасно прогањана у земљи, према елементима који су били носиоци фракционашке борбе морало се оштро поступити. Али то није значило да их је требало и физички уклонити. Многи нису заслужили да буду проглашени непријатељима. Стаљин је то једноставно чинио да би се ослободио "непослушних". Зато ћемо ми морати неке од њих, као на примјер Филипа Филиповића, Штефека Цвијића, Ћопића, Камила Хорватина и многе друге рехабилитовати. Има читав низ људи који нису заслужили судбину која их је задесила и које треба рехабилитовати, који никад нису билил некакви провокатори или издајници.— Јосип Броз Тито
У Југославији, Извршни комитет ЦК СКЈ изнио је закључан 20. септембра 1968. по којем „не треба ићи на рехабилитацију ових личности, јер их наша Партија није ни осуђивала, ни кажњавала!”
На 9. конгресу Савеза комуниста Југославије у Београду 11. марта 1969, Тито је дио ових жртава Стаљиновог масовног терора означио као невине. Поменуо је Филипа Филиповића, Дуку Цвијића, Штефека Цвијића, Раду, Гргура и Воју Вујовића, Косту Новаковића, Камила Хорватина, Младена Цонића, Антуна Маврака, Владимира Ћопића и „многе друге” који су неправедно настрадали.

## Савремена тумачења
Петка Милетића није искључио Централни комитет. Њега је искључио лично Тито, иако на то није имао право. Петко Милетић је био члан Политбироа, исто као и Тито. Он по Статуту није имао право да искључи Петка. Просто, направио је пуч у Партији и преузео власт. Кад данас размишљам о томе, не могу да схватим како су ти људи могли тако нешто да дозволе. Јер, комплетна наша емиграција у иностранству, у Паризу, била је против Тита, као и сви на робији. Значи, најбољи комунисти. Изузев Моше Пијаде и још тројице-четворице, сви су били одлучно против њега.— Владо Дапчевић
Постоји теорија коју између осталих заступа новинар Перо Симић, по којој је Тито цинкарио своје партијске другове НКВД-у да су троцкисти, фракциониша и сл, како би преузео вођство у КПЈ. Према његовој оцјени, Титова некативна карактеристика за неке од њих била је својеврсна пресуда. Он наводи да је у московским архивима до сада пронађено 40 карактеристика, углавном негативних, које је Тито писао НКВД-у о својим партијским друговима. Руски аутор Бондарев исправља Симића, образлажући да Тито није предавао карактеристике НКВД-у, него кадровском одјељењу Коминтерне, што само по себи не доказује његову повезаност са НКВД.
Британска историчарска Филис Оти осцјењује да не постоји ниједан доказ да је Тито радио за НКВД. Она напомиње да је било нормално да Коминтерна захтјева писање извјештаја и да је извјесно да су извјештаји писани и о Титу. Према њеној оцјени, Тита је спасло то што је био млађи члан Партије, а не стари руководилац из времена фракционашких борби. Оти тврди да су Тита у чистки спасле и личне особине: јаки нерви, послушност и предан рад приликом боравка у Москви. Није се много дружио са Русима, није учествовао у фракционашким борбама и једини људи с којима се трудио да одржи добре односе били су Димитров и Пик.
Стеван Павловић такође оцјењује да је Тито само писао извјештаје и правдао чистке у званичној партијској литератури, али да је мало вјероватно да су Титови извјештаји доводило неспоредно до погубљења партијских другова.
Сам Тито се касније освртао на период чистки. Према његовом објашњењу, они су тада само „прихватили онакве интерпретације осуде ових наших другова у СССР-у, какве су о њима дали званични освјетски органи.”
Једна од жртава чистки био је и Карло Штајнер, југословенских комуниста аустријског поријекла који је 1937. лажно оптужен и осуђен на вишегодишњу робију и наредне двије непуне деценије провео у гулазима. Службено је рехабилитован 1956. и дозвољено му је да се врати у Југославију гдје је 1972. издао књигу 7000 дана у Сибиру, гдје описује своја искуства. Штајнер сматра „да је више функционера Комиунистичке партије постало жртвом НКВД-а донекле на основу Горкићевих извјештаја”, међу њима и оснивачи КПЈ: Филип Филиповић, сва три брата Вујовића, Ђуро и Стјепан Цвијић, Камило Хроватин, Владамир Ћорић, Антун Маврак и многи други...”